# Garcineida
El Tractatus Garsiae Toletani canonici de reliquiis pretiosorum martyrum Albini atque Rufini ("Tratado de las preciosas reliquias de los mártires Albino y Rufino, por el canónigo toledano García") es una obra satírica en prosa latina de finales del siglo XI, llamada Garcineida por María Rosa Lida de Malkiel, en alusión paródica a la Eneida de Virgilio.

## Contenido y autoría
Se trata de un breve texto que narra la recepción en Roma del arzobispo de Toledo, Bernardo de Sauvetat (1086-1124), durante la primavera de 1099, y cómo sobornó a la Curia pontificia con las reliquias de los santos "Albino" y "Rufino" (plata y oro en abundancia, en alusión a su color) a fin de comprar una legación papal. Denuncia la mundanidad del arzobispo Bernardo y la corrupción papal en época de Urbano II (1088-1099), el célebre predicador de la Primera Cruzada, dibujando una demoledora escena de borrachera, gula, venalidad y codicia.
Aunque se ha querido encuadrarla en el rechazo a la introducción del rito romano en el Reino de León o la Querella de las Investiduras, la más moderna investigación sugiere que fue muy probablemente escrita por un clérigo hispano, cluniacense o filocluniacense, quizá el obispo de Burgos García Aznárez (1097-1114), y difundida en ambientes cluniacenses, por hostilidad hacia la corrupción eclesiástica. Así describe a Bernardo de Sauvetat:
En la época en que Urbano, el pontífice más codicioso de la Iglesia romana, trasladaba a Roma los cuerpos de los mártires más bienaventurados, a saber, Platinio y Orinio, recogidos en las iglesias de Francia, y cuando con todos los honores les daba sepultura con sus propias manos, como hombre religioso que era, en bolsas recamadas en oro, Grimoardo, arzobispo de la iglesia de Toledo, encontró casualmente algunas reliquias de los antedichos mártires y con toda diligencia puso buen cuidado en trasladarlas a la cámara del tesoro de Santa Apetencia. Pero, comprendiendo que le gustarían al romano pontífice -pues conocía la compunción de este varón-, partió para Roma llevándolas consigo. Ahora bien, este mismo pontífice toledano ambicionaba la titularidad de la legación de Aquitania que la sede metropolitana de Toledo había conseguido por una disposición del beato Gregorio sobre la base de unos antiguos privilegios que lo atestiguaban. En ese sentido, parecía que sería un caso de dejadez, más aún, una vergüenza, el que un personaje de tanto peso, tan rollizo, tan rechoncho, tan placentero, resultara privado de la dignidad de sus predecesores. Por otra parte, aunque disfrutaba con las copas llenas -pues era muy resistente bebiendo vino-; aunque roncaba noche y día, pues era incapaz de mantenerse despierto-; aunque tenía una panza de pontífice (en efecto, su vientre prominente abultaba sin medida, como que tenía por costumbre sepultar en él un salmón entero de una sentada); aunque para él eran comportamientos religiosos proscribir al inocente, perseguir al honrado, atrapar al pobre, limpiarle por la fuerza el patrimonio al huérfano; aunque ponía gran empeño en mentir en todo- pues, si simplemente rozaba sin querer la verdad, se ruborizaba-; aunque, digo, sobresalía en las cualidades mencionadas y en todas las demás por las que en estos tiempos son promocionados los prelados más obesos, sin embargo no tendría ninguna posibilidad de ser legado de la Iglesia de Roma si no presentaba al romano pontífice las preciosas reliquias de los mártires mencionados...

## Manuscritos
La obra ha llegado a la actualidad a través de cinco manuscritos:
- A Palatinus Latinus 242, fol. 65r.-70v., siglo XII.
- I Vaticanus Reginensis Latinus 1911 31, fol. 91v.-95v., siglo XIII.
- B Vaticanus Latinus 9026, fol. 172-178, siglo XVIII.
- C Vaticanus Latinus 9137, fol. 131-136, siglo XVII.
- D Barberinus Latinus 2628, fol. 25-33, posiblemente del siglo XVIII.